# پرندگان کوچک (فیلم)
پرندگان کوچک (به انگلیسی: Little Birds) فیلمی محصول سال ۲۰۰۴ و به کارگردانی الگین جیمز است. در این فیلم بازیگرانی همچون جونو تیمپل، کی پانابیکر، کیت باسورث، لزلی من، نیل مک‌دونا، دیوید وارشوفسکی، کاتلین گاتی، کایل گالنر، کریس کوی، جوئل مک‌کینن میلر، جی آر بورن و مایک آروین ایفای نقش کرده‌اند.